# Нагорное (Окнянский район)
Нагорное (укр. Нагірне) — село, относится к Окнянскому району Одесской области Украины.
Население по переписи 2001 года составляло 165 человек. Почтовый индекс — 67941. Телефонный код — 4861. Занимает площадь 0,54 км². Код КОАТУУ — 5123180403.

## История
В 1945 г. Указом ПВС УССР село Мариенберг переименовано в Нагорное.

## Местный совет
67941, Одесская обл., Окнянский р-н, с. Антоновка